# Coniopteryx aspoecki
Coniopteryx aspoecki là một loài côn trùng trong họ Coniopterygidae thuộc bộ Neuroptera. Loài này được Kis miêu tả năm 1967.